# Le Clan des miros
Albums de Renan Luce
Repenti
(2006) D'une tonne à un tout petit poids
(2014)
Le Clan des miros est le deuxième album du chanteur français Renan Luce, sorti le 12 octobre 2009. Il s'est vendu à environ 200 000 exemplaires et est certifié double disque de platine au mois de mai 2010.
Le deuxième single, On n'est pas à une bêtise près, sert de générique au film Le Petit Nicolas de Laurent Tirard (2009)

## Liste des titres
| 1.    | Le Clan des miros                             | 3:31 |
| 2.    | La Fille de la bande                          | 3:50 |
| 3.    | Les gens sont fous                            | 3:26 |
| 4.    | Nantes                                        | 3:40 |
| 5.    | Rue de l'Oiseau-lyre                          | 2:59 |
| 6.    | Chez toi                                      | 3:57 |
| 7.    | Ridicule                                      | 3:30 |
| 8.    | Grand-Père (avec Alexis HK et Benoît Dorémus) | 2:50 |
| 9.    | Grand-Père II                                 | 2:18 |
| 10.   | On n'est pas à une bêtise près                | 3:00 |
| 11.   | Aux timides anonymes                          | 5:12 |
| 12.   | Femme à lunettes                              | 4:09 |
| 42:22 |                                               |      |

### Singles
1. La Fille de la bande
2. On n'est pas à une bêtise près
3. Nantes

## Classements et certifications
| Pays                | Meilleure position | Certification |
| ------------------- | ------------------ | ------------- |
| France              | 1                  | 2 × Platine   |
| Belgique (Wallonie) | 2                  |               |
| Suisse              | 19                 |               |